# Cardiopatía

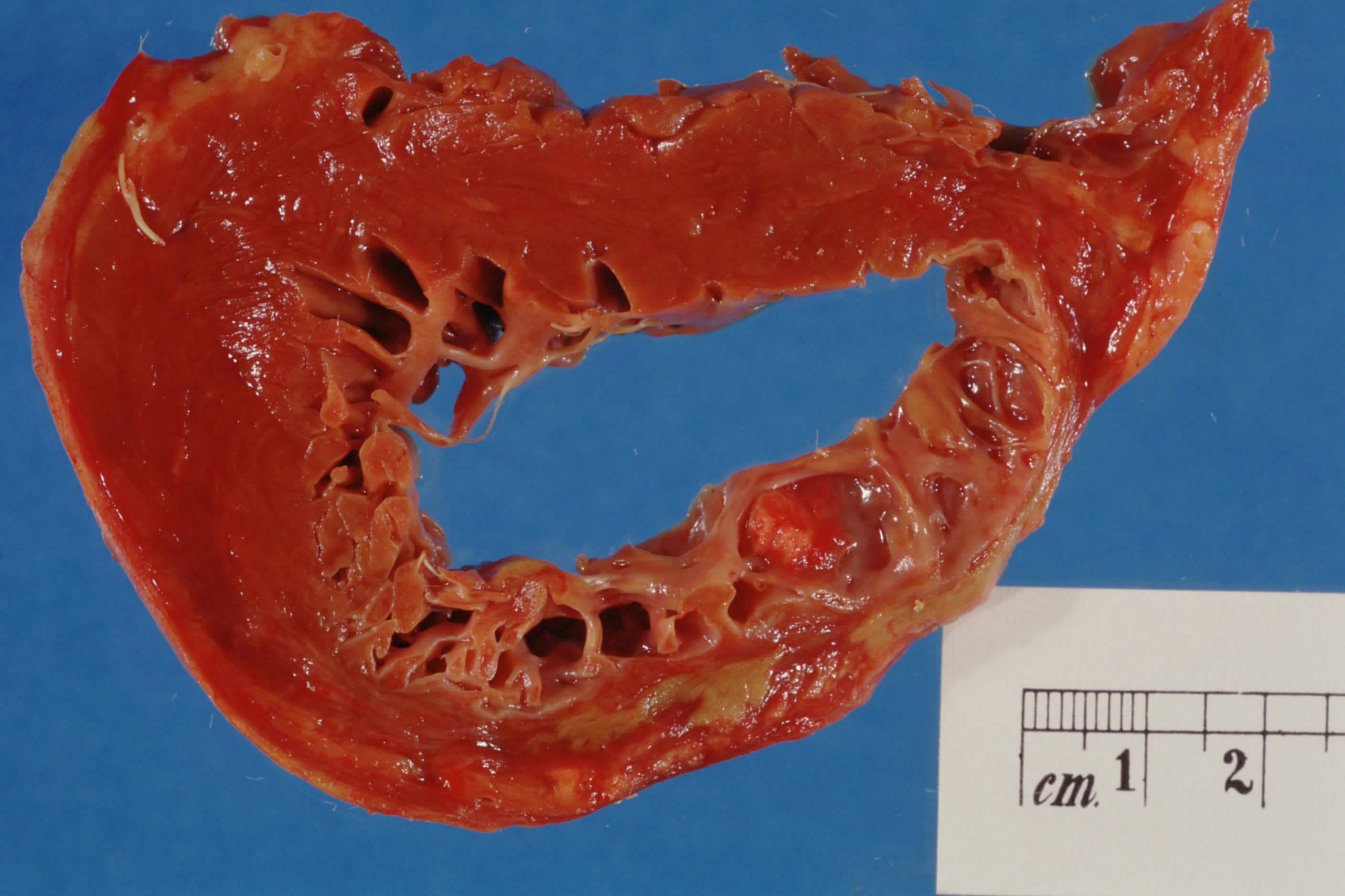
Infarto al miocardio.

El término cardiopatía se refiere a las enfermedades del corazón sean de la naturaleza que sean, incluyendo las que afectan al miocardio (las cuales se llaman miocardiopatias). (del gr. kardí(ā) καρδία 'corazón' y pátheia πάθεια 'enfermedad').

## Clasificaciones

### Según laetiología
Las cardiopatías pueden clasificarse así:
- Cardiopatías congénitas simples y compuestas. Ejemplos: comunicación interauricular, comunicación interventricular, tetralogía de Fallot, etcétera.
- Cardiopatías adquiridas. Ejemplos: fiebre reumática, enfermedad de Kawasaki.
- Cardiopatía isquémica. Ejemplos: angina de pecho, infarto al miocardio.
- Cardiopatía hipertensiva.
- Cardiopatías valvulares o valvulopatías. Ejemplos: insuficiencia mitral, estenosis mitral.
- Miocardiopatías. Ejemplos: miocardiopatía chagásica, miocardiopatía dilatada, miocardiopatía hipertrófica o concéntrica.
- Trastornos del ritmo o de conducción. Ejemplos: fibrilación auricular, bloqueo auriculo-ventricular.

### Según la causa primaria de la enfermedad
- Cardiopatía congénita. Cuando la enfermedad se debe a un problema del desarrollo y maduración fetal.
- Cardiopatía hipertensiva. La secundaria a hipertensión arterial.
- Cardiopatía isquémica. La secundaria a patología de las arterias coronarias.
- Cardiopatías primarias. Las que no reconocen causa aparente alguna.